# Tropocyclops matanoensis
Tropocyclops matanoensis – gatunek widłonoga z rodziny Cyclopidae. Nazwa naukowa tych skorupiaków została opublikowana w 2007 roku przez francuską zoolog Danielle Defaye.